# Jefferson Cuéllar
Jefferson Camilo Cuéllar Cuenu (San Lorenzo, Ecuador, 22 de julio de 1994) es un futbolista ecuatoriano. Juega de Mediocampista y su equipo actual es el Colón Fútbol Club de la Serie B de Ecuador.

## Clubes
| Club               | País    | Año       |
| ------------------ | ------- | --------- |
| 5 de Julio         | Ecuador | 2011      |
| Liga De Portoviejo | Ecuador | 2011      |
| Manta Fútbol Club  | Ecuador | 2012-2014 |
| 5 de Julio         | Ecuador | 2015      |
| Colón Fútbol Club  | Ecuador | 2016      |